# Malcolm Morley
Pour les articles homonymes, voir Morley.
Malcolm Morley (né à Londres le 7 juin 1931 et mort le 1er juin 2018 à New York,) est un peintre et sculpteur contemporain britannique et américain, rattaché à l'hyperréalisme.
Un de ses tableaux les plus connus est Disaster (1974).

## Biographie
Né de père inconnu M. Morley, qui choisit, en 1958, de porter le nom de sa mère, passe son enfance à Londres. Enfant il est fasciné par la mer et par les bateaux, et il travaille dans sa jeunesse sur les navires qui parcourent la mer du Nord.  Après des études à la Camberwell School of Arts and Crafts et au Royal College of Arts de Londres, il s'établit, en 1958, aux  États-Unis.
Malcolm Morleyr est Premier lauréat du prix Turner  en 1984

## Œuvres et expositions
Le Centre Pompidou consacre une exposition, du 2 juin 1993 au 19 septermbre 1993, à la première rétrospective (1962-1973) en France des œuvres de l'artiste. 

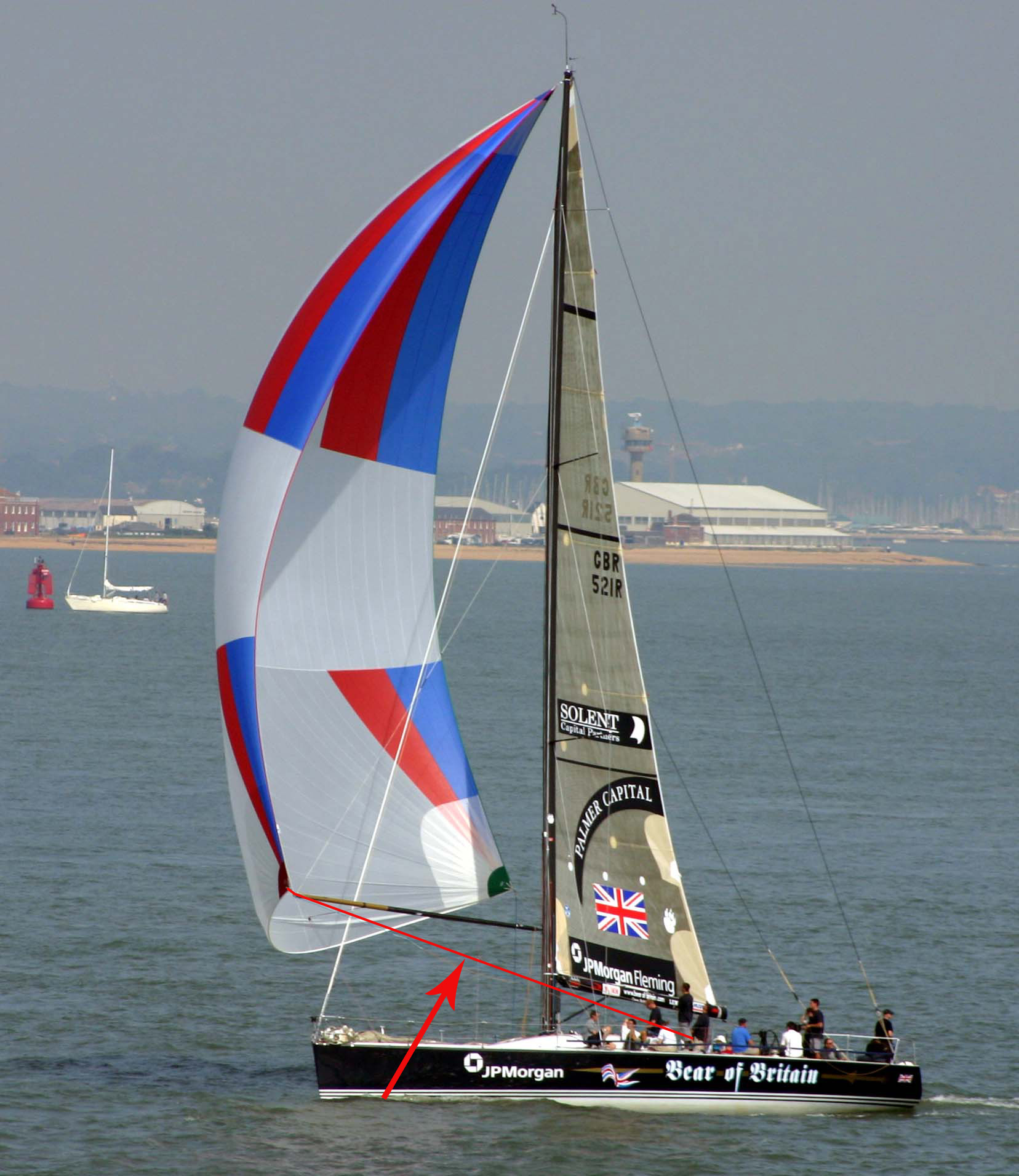
photo de 2006